# بن وارلي
بن وارلي (بالإنجليزية: Ben Warley)‏ مواليد 04 سبتمبر 1936 في واشنطن العاصمة - الوفاة 05 أبريل 2002، كان لاعب كرة سلة أمريكي. بدأ مسيرته الاحترافية في سنة 1960. تم اختياره من قبل فريق فيلادلفيا سفنتي سيكسرز خلال الدرافت. بلغ طوله 6 قدم 5 بوصة (2.0 م). اعتزل اللعب في 1974.

## المسيرة الاحترافية
لعب مع فيلادلفيا سفنتي سيكسرز من سنة 1962 إلى 1966، ثم لعب مع واشنطن ويزاردز من سنة 1965 إلى 1967، ثم لعب مع دنفر ناغتس في موسم 1969–70 .

## روابط خارجية
- بن وارلي على موقع إن بي أي (الإنجليزية)
- بن وارلي على موقع سبورتس رفرنس (الإنجليزية)
- بن وارلي على موقع ريلجم (الإنجليزية)
- بن وارلي على موقع بروبوليرز (الإنجليزية)